# Soksom
Soksom (dzong. སོག་སོགམ ) – tradycyjna bhutańska dyscyplina sportu, podobna do rzutu oszczepem.
W rozgrywkach uczestniczyli zwykle młodzi mężczyźni, którzy zajmowali się na co dzień wypasem bydła. Rzucali oni bambusową włócznią do dwóch drewnianych tarcz oddalonych o około 20 metrów. 
Sport ten traci na znaczeniu, jednak jeszcze jest uprawiany.